# Бернхардсвалд
Бернхардсвалд (њем. Bernhardswald) општина је у њемачкој савезној држави Баварска. Једно је од 41 општинског средишта округа Регенсбург. Према процјени из 2010. у општини је живјело 5.631 становника. Посједује регионалну шифру (AGS) 9375119.

## Географски и демографски подаци
Бернхардсвалд се налази у савезној држави Баварска у округу Регенсбург. Општина се налази на надморској висини од 445 метара. Површина општине износи 71,9 km². У самом мјесту је, према процјени из 2010. године, живјело 5.631 становника. Просјечна густина становништва износи 78 становника/km².